# Sœurs minimes de Notre-Dame du Suffrage
Les minimes de Notre-Dame du Suffrage (en latin : Minimarum Nostrae Dominae a Suffragio) sont une congrégation religieuse féminine enseignante et hospitalière de droit pontifical.

## Historique
La congrégation tire ses origines de l'œuvre de sainte Zita fondée à Turin par le prêtre François Faà di Bruno (1825 - 1888) pour la gestion des nombreuses œuvres de bienfaisance. Le 10 juillet 1881, Faà di Bruno donne l'habit religieux à Maria Ferrero, l'un de ses premières collaboratrices, ainsi qu'à quatre autres compagnes.
Les sœurs sont appelées minimes par dévotion à saint François de Paule (fondateur des mimines ) et prennent le titre de l'église de Notre-Dame du Suffrage construite par le fondateur en 1869. Le but principal est la prière quotidienne pour les morts de la guerre. Faà di Bruno est particulièrement sensible à cette cause, car avant de devenir prêtre, il était officier de l'armée de Savoie et a participé à la bataille de Novare où il a assisté à la mort de plusieurs de ses camarades ; son frère Emilio était tombé au cours de la bataille de Lissa.
L'institut reçoit le décret de louange le 30 avril 1940 du pape Pie XII et il est approuvé par le Saint-Siège le 28 juin 1948. 

## Activités et diffusion
Les minimes de Notre-Dame du Suffrage se dédient à la prière pour les âmes du purgatoire et à l'éducation ; dans les pays en développement, aux centres de soins de santé et services sociaux. 
Elles sont présentes en :
- Europe : Italie, Roumanie.
- Amérique : Argentine, Colombie.
- Afrique : République du Congo.

La maison généralice est à Rome. 
En 2017, la congrégation comptait 130 sœurs dans 17 maisons.